# Pteris altissima
Pteris altissima là một loài thực vật có mạch trong họ Pteridaceae. Loài này được Poir. miêu tả khoa học đầu tiên năm 1804.